# Съществуването предшества същността
Тезисът съществуването предшества същността (на френски език: l'existence précède l'essence) е централно твърдение в екзистенциализма, което обръща традиционното философско схващане, че същността (природата) на едно нещо е по-фундаментална и неизменна от съществуването му (самия факт на съществуването). За екзистенциалистите човешките същества, чрез тяхното съзнание, създават свои собствени ценности и сами определят смисъла на своя живот, защото човешкото същество не притежава никаква присъща идентиченост или стойност. Тази идентичност или стойност трябва да бъде създадена от индивида. Поставяйки действията, които ги съставят, те правят своето съществуване по-значително.
Идеята може да бъде намерена в творбите на Сьорен Киркегор през 19 век, но е изрично формулирана от философа Жан-Пол Сартр през 20 век. Формулата с три думи възниква в неговата лекция от 1945 г. „Екзистенциализмът е хуманизъм“, макар и предшествуващи понятия могат да бъдат открити в „Битие и време“ на Хайдегер.

## Сартърово виждане
Сартъровото твърдение се разбира най-добре в контраст със схоластичната теза, която гласи, че същността предшества съществуването, т.е. типично твърдение за тази традиционна теза би било, че човекът в основата си е егоист или рационално същество.
За Сартр „съществуването предшества същността“ означава, че личността не е изградена върху предварително проектиран модел или точно определена цел, защото именно човекът е този, който решава да се занимава с такова начинание. Макар да не отрича ограничителните условия на човешкото съществуване, той отговаря на Спиноза, който потвърждава, че хората се определят от това, което ги заобикаля. Следователно за Сартр потисническа ситуация сама по себе си не е непоносима, но веднъж считана за такава от тези, които се чувстват потиснати, ситуацията става нетърпима.